# موتور کششی

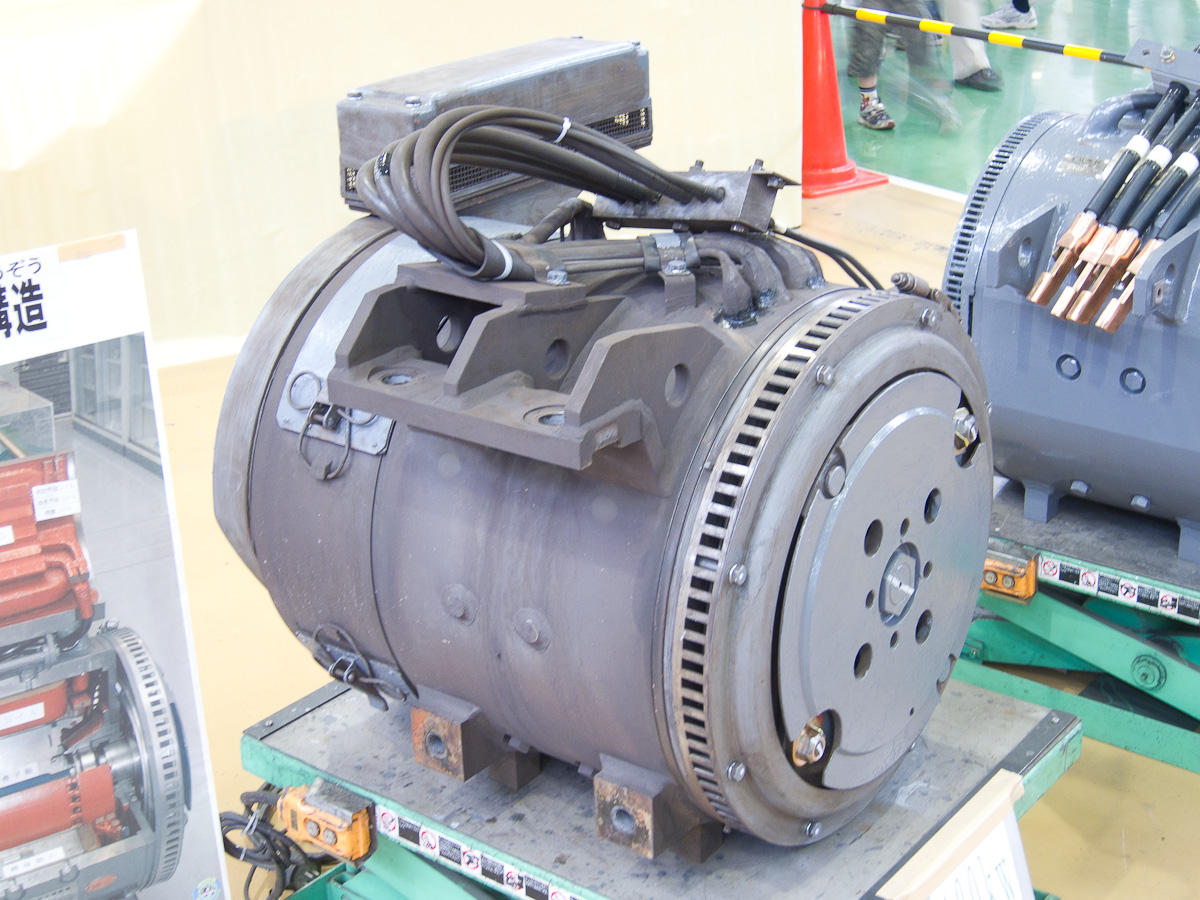
نمایی از ساختار یک‌نوع موتور کششی، استفاده‌شده توسط شرکت راه‌آهن سیبو - ۲۰۱۰

موتور کششی (انگلیسی: Traction motor) گونه‌ای از موتورهای الکتریکی که در جهت پیش‌گرانش ماشین‌آلاتی چون لوکوموتیو یا ماشین‌آلات جاده برقی استفاده می‌شود.